# Swing Low, Sweet Chariot
〈Swing Low, Sweet Chariot〉는 아프리카계 미국인 영가다. 1909년 피스크 대학의 피스크 주벌리 싱어스의 녹음이 가장 이른 녹음. 2002년 미국 의회도서관이 금년도 국립 녹음 등재소에 등록하는 50곡 가운데 하나로 선정했다. 미국 음반 산업 협회 및 국립 예술 기금이 추려낸 세기의 노래 목록에도 등재됐다.
〈Swing Low, Sweet Chariot〉는 촉토국 자유민 월리스 윌스가 오클라호마주 휴고 군청소재지 인근의 원주민 구역(현 촉토 컨트리)에서 1865년 전후로 지은 것 같다. 요르단강과 전차를 타고 승천한 엘리야를 환기하는 붉은 강에서 영감을 얻은 것으로 보인다(열왕기 2:11). 일부 문헌은 이 곡과 윌리스가 지은 〈Steal Away〉가 지하철도에 대한 언급이라고 역설한다.
올드 스펜서 아카데미의 목사 알렉산더 레이드가 촉토 기숙학교에서 윌리스가 부르는 예의 두 곡을 듣고 음율 및 가사를 기보했다. 악보는 테네시주 내슈빌 소재 피스크 대학의 주벌리 싱어스에게 전달되었고, 이들의 미국 및 유럽 순회공연 와중에 대중화되었다. 이후 1960년대 민권 운동 및 포크 리바이벌 시에 다시금 유행했다. 다수의 아티스트가 공연한 곡이지만, 이 시대 가장 유명한 공연은 존 바에즈가 1969년 우드스톡 페스티벌에서 행한 공연으로 간주된다.
2011년 오클라호마주 상원의원 주디 이슨 맥킨타이어는 이 노래를 오클라호마주 공식 복음성가로 지정하는 법안을 제출했다. 여기 오클라호마주 흑인이익단체가 합세했다. 2011년 5월 5일 오클라호마 주지사 메리 팰린이 오클라호마 카우보이 명예의 전당 행사에서 법안을 승인 및 발효했다.

## 같이 보기
- Swing Down Sweet Chariot